# Kalf (rund)

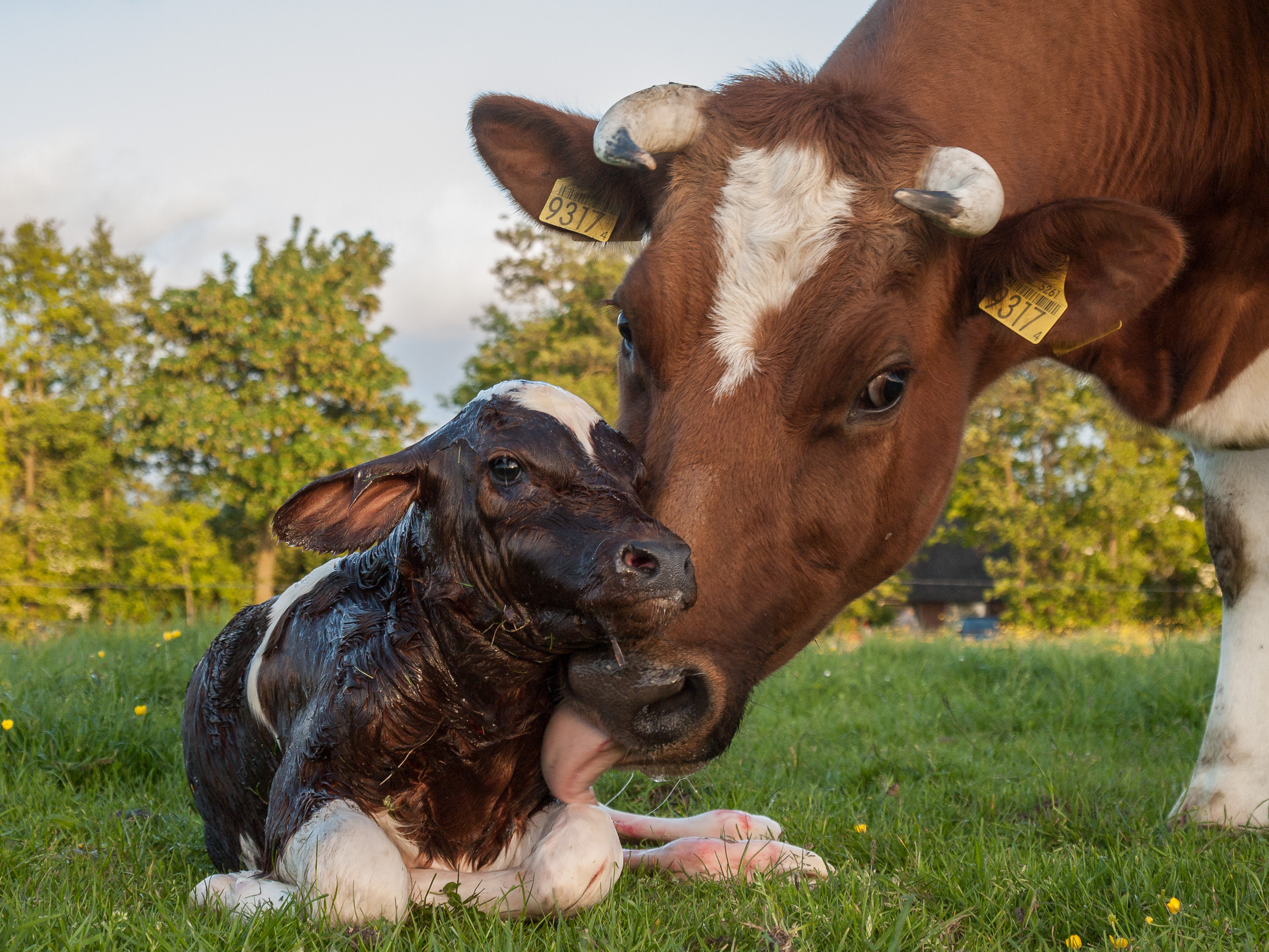
Pasgeboren kalf met moeder

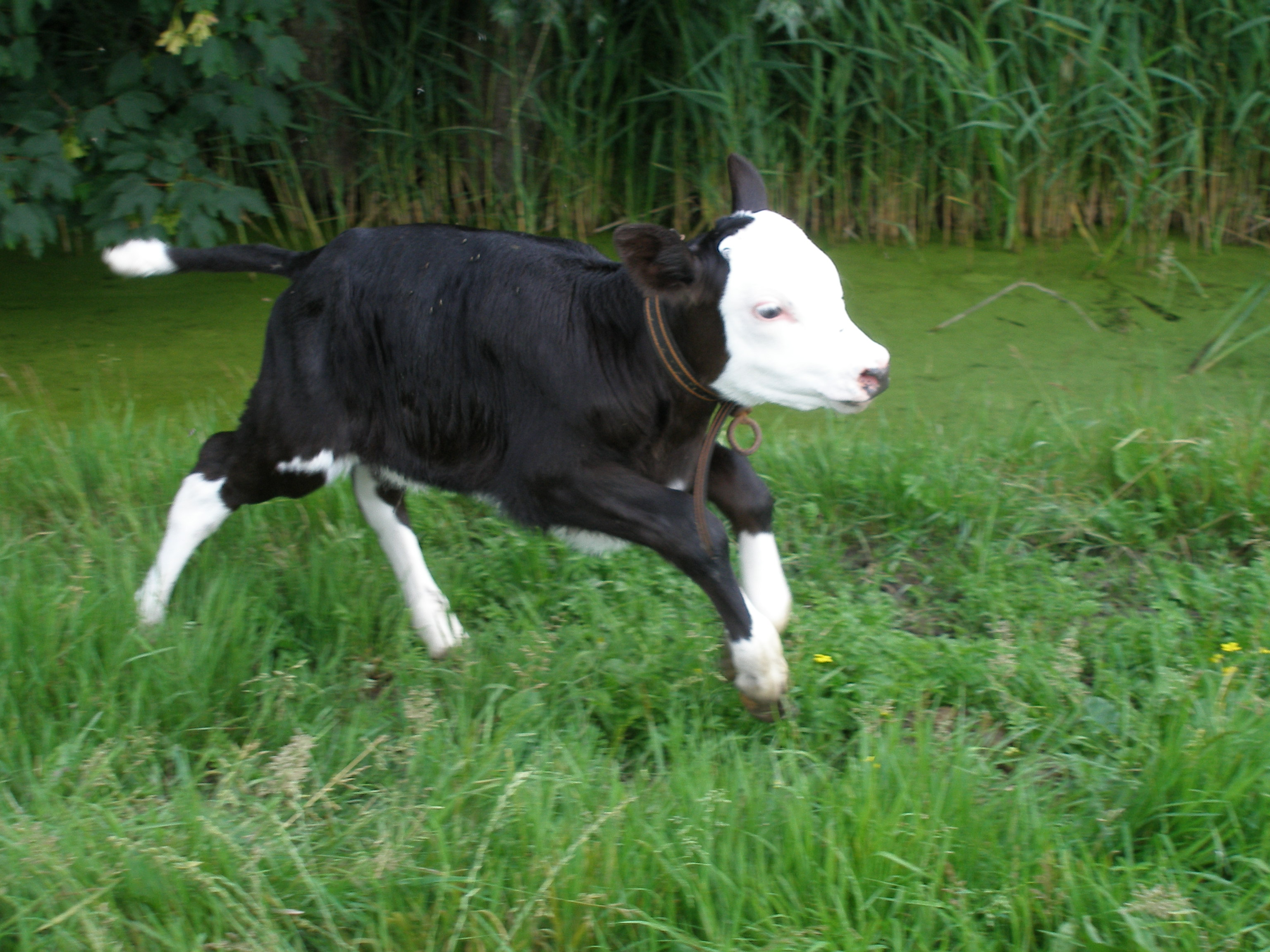
Kalf zonder oormerk

Een kalf is het jong van een koe, maar bij andere grote zoogdieren wordt de aanduiding ook gebruikt. Het baren noemen we kalven of afkalven, en het pasgeboren kalf heet een nuchter kalf, afgekort nuka. Een vrouwelijk kalf wordt ook vaarskalf, koekalf of kuis genoemd, een mannelijk kalf is een stierkalf of bul.
Een kalf weegt bij de geboorte ongeveer 40 kg, en heeft nog weinig afweer. Daarom is het belangrijk dat het kalf de eerste dagen biest (van de eigen moeder) krijgt omdat daar veel antistoffen (eiwitten) in zitten. Een kalf dat bij de moeder is weggehaald, krijgt de biest uit een (speen)emmer te drinken. Na het kalven komt de gewone melk op gang. In de uier van de koe zit dan nog biest; deze wordt telkens vermengd met de nieuwe melk die de koe aanmaakt. Wordt een koe volledig leeggemolken of door het kalf leeggezogen, dan zit er geen biest meer in de uier, want na het kalven wordt die niet meer aangemaakt.
Een kalf krijgt melk of kunstmelk te drinken. Bij de geboorte van een kalf is alleen de lebmaag ontwikkeld, de andere drie magen ontwikkelen zich later. Na een twee weken begint het met het eten van wat krachtvoer (brok) en ruwvoer (kuilgras). Het propionzuur in het krachtvoer en het structuurrijke hooi stimuleren de pensontwikkeling en langzaamaan gaat een kalf meer vast voedsel eten en krijgt het minder melk. Als een kalf ruim twee maanden oud is, weegt het ongeveer 80 kg en krijgt het op de boerderij geen melk meer.
In de natuur wordt een kalf gespeend tussen de zes en elf maanden, afhankelijk van het ras. Een koe zit op de top van haar melkproductie tussen de zes en acht weken na de geboorte van haar kalf. Daarna neemt de productie geleidelijk af en zal het kalf meer vast voedsel eten.

## Vaarskalveren en stierkalveren
Een vaarskalf is een runderkalf van het vrouwelijk geslacht. Na ongeveer een jaar noemt men het geen vaarskalf meer maar een pink. Ze is dan geslachtsrijp en weegt ongeveer 350 kg. De kans op een stierkalf is ongeveer 50% bij natuurlijke bevruchting of bij kunstmatige inseminatie met gewoon sperma. Bij op sekse geselecteerd sperma ligt de kans op een vaarskalf op ongeveer 90%. Na ongeveer veertien maanden (afhankelijk van de grootte van de pink) wordt ze voor het eerst gedekt/geïnsemineerd.
Een mannelijk kalf wordt stierkalf genoemd. Een stierkalf is bij de geboorte zwaarder dan een vaarskalf. Dit veroorzaakt een groter aantal moeilijke geboorten, en ook is het aantal doodgeboorten groter dan bij vaarskalveren. Door het grotere gewicht is de drachtsduur van een stierkalf iets langer dan bij een vaarskalf: de drachtsduur van een vaarskalf is gemiddeld 280 dagen tegenover 281 dagen bij een stierkalf. Na twee weken gaan de meeste stierkalveren als vleeskalf naar een mesterij; een paar stierkalveren worden dekstieren. De meeste vaarskalveren blijven op het bedrijf. Vanaf ongeveer acht maanden is een stiertje in staat een koe of pink te dekken, vanaf dat moment noem je het geen stierkalf meer.

## Ziekten
Om paratuberculose-besmetting te voorkomen is het verstandig het eerste half jaar het kalf nog niet naar buiten te doen en hooi te voeren in plaats van kuilgras.
Als de moeder van het kalf positief getest is op infectieuze boviene rinotracheïtis (IBR) ofwel koeiengriep kan er biest van een andere koe of kunstbiest gegeven worden omdat besmetting met IBR kan plaatsvinden via de moedermelk.

## Oormerken
De kalveren moeten na drie dagen hun oormerk inkrijgen. Sommige boeren weigeren dat pertinent. Ze hebben dan  kans op een boete. Ook kan het kalf dan afgevoerd worden. Bij digitale aanmelding heeft de veehouder zeven dagen de tijd dit in orde te brengen. Een schriftelijke melding dient binnen drie dagen te gebeuren.